# USS Hart (DD-594)
USS Hart (DD-594) là một tàu khu trục lớp Fletcher được Hải quân Hoa Kỳ chế tạo trong Chiến tranh Thế giới thứ hai. Nó là chiếc tàu chiến thứ hai của Hải quân Mỹ mang cái tên này, nhưng là chiếc duy nhất được đặt theo tên Trung úy Hải quân Patrick H. Hart (1912–1942), phi công được truy tặng Huân chương Chữ thập Hải quân do chiến đấu anh dũng trong trận Midway. Nó hoạt động cho đến hết Thế Chiến II, được cho xuất biên chế năm 1946, và bị bán để tháo dỡ năm 1973. Hart được tặng thưởng hai Ngôi sao Chiến trận do thành tích phục vụ trong Thế Chiến II.

## Thiết kế và chế tạo
Con tàu nguyên được đặt lườn như là chiếc Mansfield tại Xưởng hải quân Puget Sound ở Bremerton, Washington vào ngày 10 tháng 8 năm 1943. Nó được đổi tên thành Hart vào ngày 21 tháng 3 năm 1944, trước khi được hạ thủy vào ngày 25 tháng 9 năm 1944; được đỡ đầu bởi bà Emma Hart, mẹ của Trung úy Hart; và nhập biên chế vào ngày 4 tháng 11 năm 1944 dưới quyền chỉ huy của Hạm trưởng, Trung tá Hải quân W. D. Coleman.
Cái tên Mansfield được gán lại cho tàu khu trục DD-728 thuộc lớp Allen M. Sumner vào ngày 26 tháng 7, 1943.

## Lịch sử hoạt động
Hart tiến hành chạy thử máy huấn luyện ngoài khơi bờ biển California, bao gồm việc thử nghiệm tiếp nhiên liệu ở tốc độ cao cùng tàu chở dầu hạm đội Kaskaskia. Từ ngày 12 đến ngày 23 tháng 12 năm 1944, chiếc tàu khu trục tiến hành tiếp nhiên liệu ngoài khơi khoảng 50 lần ở mọi tình trạng biển và thời tiết, thu thập những kinh nghiệm quý báu nhằm cải thiện hoạt động thiết yếu trong chiến tranh này. Kết thúc việc chạy thử máy vào ngày 31 tháng 1 năm 1945, nó lên đường đi Trân Châu Cảng vào ngày 19 tháng 2, và từ ngày 27 tháng 2 đến ngày 3 tháng 3 đã hộ tống cho tàu sân bay Intrepid trong các hoạt động huấn luyện không lực và tác xạ, trước khi lên đường đi Ulithi vào ngày 5 tháng 3.
Đi đến Ulithi vào ngày 16 tháng 3, Hart tham gia lực lượng đặc nhiệm được tập trung cho cuộc đổ bộ lên Okinawa. Từ ngày 24 tháng 3 đến ngày 12 tháng 4, nó nằm trong thành phần bảo vệ cho các tàu sân bay hộ tống làm nhiệm vụ hỗ trợ trên không cho cuộc đổ bộ và vô hiệu hóa các sân bay sân bay Nhật Bản tại các khu vực lân cận. Được cho tách ra vào ngày 12 tháng 4, nó tiếp nối nhiệm vụ hộ tống các đoàn tàu vận tải trong hai ngày, rồi làm nhiệm vụ tuần tra bảo vệ cho các cuộc đổ bộ gần Okinawa.
Hart được cho tách khỏi Đệ Ngũ hạm đội vào ngày 19 tháng 4, đi đến Philippines để gia nhập Đệ Thất hạm đội cho cuộc đổ bộ lên Borneo. Nó đi đến ngoài khơi vịnh Brunei vào ngày 9 tháng 6, và tiến hành tuần tra trong Biển Đông để phòng ngừa sự can thiệp của phần còn lại của Hạm đội Liên hợp Nhật Bản tại Singapore. Nó cũng bắn phá bờ biển bắt đầu từ ngày 11 tháng 6 để hỗ trợ cho cuộc đổ bộ của binh lính Lục quân Hoàng gia Australia lên vịnh Brunei. Trong ngày 14 tháng 6, nó bắn rơi một máy bay Nhật Bản trong một cuộc ném bom; và trong giai đoạn từ ngày 19 đến ngày 21 tháng 6, nó hỗ trợ hỏa lực cho các cuộc đổ bộ khác dọc bờ biển Borneo gần Brunei, rồi lên đường đi Balikpapan cho các chiến dịch đổ bộ khác. Tại đây, nó hoạt động tuần tra, bắn pháo sáng ban đêm cũng như dẫn đường cho các tàu quét mìn rà quét các bãi mìn ngoài khơi các bãi đổ bộ. Binh lính Australia đổ bộ lên bờ vào ngày 1 tháng 7 dưới hỏa lực hỗ trợ của Hart và các tàu khác, và trong suốt chiến dịch nó đã phá hủy hai quả thủy lôi cùng một khẩu đội pháo bờ biển 75 mm đối phương.
Tạm thời rời khỏi khu vực đổ bộ, Hart được phân công tham gia thành phần hộ tống Đại tướng Douglas MacArthur bên trên tàu tuần dương hạng nhẹ Cleveland (CL-55) đi đến Manila, rồi tiếp tục đi đến Leyte vào ngày 5 tháng 7. Nó sau đó đi đến vịnh Subic để thực hành huấn luyện và làm nhiệm vụ hộ tống; và sau khi Nhật Bản đầu hàng vào ngày 15 tháng 8, nó được điều về Lực lượng Bắc Trung Quốc mới được thành lập.
Hart lên đường vào ngày 5 tháng 9 để hỗ trợ cho cuộc đổ bộ binh lính Lục quân lên Jinsen, Triều Tiên. Lực lượng phải băng qua vùng biển bị rải thủy lôi dày đặc, và sau khi đến nơi, chiếc tàu khu trục phái các đội đổ bộ lên các tàu buôn Nhật trong cảng để khám xét và tước khí giới. Sau khi hoàn thành nhiệm vụ, nó lên đường đi sang Trung Quốc, hộ tống cho Đội khu trục 6 trong một cuộc biểu dương lực lượng quan trong dọc bờ biển. Nó tiếp tục hoạt động trong những tháng tiếp theo nhằm hỗ trợ cho việc đổ bộ binh lính Thủy quân Lục chiến, ghé qua Port Arthur, Thanh Đảo và Đại Cô Khẩu.
Hart lên đường quay trở về Hoa Kỳ vào ngày 9 tháng 2 năm 1946. Con tàu được cho xuất biên chế vào ngày 31 tháng 5 năm 1946 và được đưa về lực lượng dự bị tại Long Beach, California. Nó sau đó được chuyển đến Xưởng hải quân Mare Island, rồi đến Stockton, California. Tên nó được cho rút khỏi danh sách Đăng bạ Hải quân vào ngày 15 tháng 4 năm 1973; và con tàu bị bán để tháo dỡ vào ngày 3 tháng 12 năm 1973.

## Phần thưởng
Hart được tặng thưởng hai Ngôi sao Chiến trận do thành tích phục vụ trong Thế Chiến II.